# Denis Jean Achille Luchaire
Denis Jean Achille Luchaire (24 de outubro de 1846 — 14 de novembro, 1908) foi um historiador francês.
Luchaire tornou-se professor em Bordeaux (1879) e lecionou história medieval na Sorbonne (1889); foi eleito membro da Academia de Ciências Morais e Políticas em 1895, onde recebeu o prêmio Jean Reynaud.
Seu primeiro trabalho de importância foi Histoire des institutions monarchiques de la France sous les premiers Capétiens (1883 e 1891), outras de suas obras foram:
- Manuel des institutions françaises: période des Capétiens directs (1892)
- Louis VI le Gros, annales de sa vie et de son règne (1890)
- Étude sur les actes de Louis VII (1885).

Seus outros escritos tratavam principalmente sobre os papados, com destaque em sua obra de seis volumes sobre Inocêncio III:
1. Rome et Italie (1904)
2. La Croisade des Albigeois (1905)
3. La Papaute et l'empire (1905)
4. La Question d'Orient (1906)
5. Les Royautés vassales du Saint-Siège (1908)
6. Le Concile de Latran et la réforme de l'Église (1908)

Luchaire também foi o autor dos dois primeiros volumes da Histoire de France de Ernest Lavisse.